# Mel Brooks’ letzte Verrücktheit: Silent Movie
Mel Brooks’ letzte Verrücktheit: Silent Movie (Dt. DVD-Titel: Silent Movie) ist eine Komödie aus dem Jahr 1976. Der auf Filmparodien spezialisierte Regisseur Mel Brooks liefert hier eine Hommage an den Stummfilm ab.

## Handlung
Nachdem der alkoholkranke Regisseur Mel Funn es geschafft hat, trocken zu werden, möchte er wieder ins Filmgeschäft einsteigen. Aus diesem Grund legt er seinem Produzenten – in Zeiten des Tonfilms – das Drehbuch für ein Stummfilmprojekt vor. Dieser kann einen Kassenschlager gut gebrauchen, da sein Studio kurz davor steht, von dem Konzern „Gierschlund und Raffke“ (engl.: „Engulf & Devour“) übernommen zu werden. Funns Produzent erklärt die Stummfilmidee zunächst für verrückt, willigt aber ein, als Funn vorschlägt, nur große Stars für den Film zu verpflichten. Mel Funn macht sich mit seinen Freunden Marty Eggs und Dom Bell auf die Suche.
Eine Reihe von Stars sagt zu: Burt Reynolds (nachdem er sich hilfsbereit bei einem Notfall zeigte); James Caan (nachdem er von Mel Funns Team in eine peinliche Situation gebracht wurde); Liza Minnelli (für die sich Mel und seine Freunde als Ritter verkleiden); Anne Bancroft (die Mel und seine Freunde mit einer Tanzeinlage überzeugen können); Paul Newman (mit dem sich Mel und seine Freunde eine Verfolgungsjagd mit dem Rollstuhl liefern, als sie den mit einem Schlaganfall im Krankenhaus liegenden Studiochef besuchen). Nur der Pantomime Marcel Marceau sagt ab.
Währenddessen versucht man bei Gierschlund und Raffke, Mel Funns Stummfilmprojekt zu stoppen und das Studio so doch noch in den Ruin zu treiben. So wird Vilma Kaplan auf Mel Funn angesetzt, die Funn verführen und ihn von seinem Projekt ablenken soll. Dies gelingt zunächst, doch Marty und Dom finden es heraus. Aus Verzweiflung verfällt Mel Funn wieder dem Alkohol. Marty, Dom und Vilma machen sich auf die Suche und finden den betrunkenen Mel in der Gosse. Unmengen von Kaffee helfen ihm, wieder nüchtern zu werden und den Film doch noch zu drehen. In einem letzten Sabotageakt wollen Gierschlund und Raffke kurz vor der Premiere die Filmrolle verbrennen, die jedoch von Mel und seinen Freunden rechtzeitig gerettet wird. Der Film wird ein Erfolg, das Studio ist gerettet, Mel und Vilma heiraten.

## Kritiken
„Eine Komödie, die Satire auf und zugleich Hommage an die Slapstick-Kunst Hollywoods ist. Ein unbeschwertes Vergnügen, das selbst als Stummfilm dargeboten wird …“

„Das Vergnügen des Regisseurs an geschmacklosen Gags – eine Intensivstation wird zum Spielsalon umfunktioniert – schafft viele schaurig-schöne Situationen, aber allmählich läuft die auf totale Unterhaltung programmierte Witzmaschine doch leer. Einige Sequenzen, zum Beispiel die Tanznummer mit Anne Bancroft, sind allerdings von einem derart anarchischen Wahnsinn, daß man dennoch auf seine Kosten kommt.“

## Auszeichnungen
- 1977 erhielt der Film Golden-Globe-Nominierungen in den Kategorien „Bester Film – Komödie/Musical“, „Bester Schauspieler – Komödie/Musical“ (Mel Brooks), „Bester Nebendarsteller“ (Marty Feldman), „Beste Nebendarstellerin“ (Bernadette Peters).
- Ebenfalls 1977 wurden Mel Brooks, Ron Clark, Rudy De Luca und Barry Levinson für den WGA Award („Beste Komödie“) nominiert.

## Hintergründe
Da es sich um eine Hommage an den Stummfilm handelt, wird auch in Silent Movie kein Wort gesprochen – bis auf eines: Ausgerechnet vom Pantomimen Marcel Marceau kommt das einzige gesprochene Wort des Films, als er sein Rollenangebot mit einem „Non!“ ablehnt. Dies brachte dem Film einen Eintrag im Guinness-Buch der Rekorde als Tonfilm mit den wenigsten gesprochenen Dialogzeilen ein.